# Willem van Drielenburg
Willem van Drielenburg (Utrecht, gedoopt op 24 mei 1632 – Dordrecht, 1677) was een Noord-Nederlandse kunstschilder uit de Gouden Eeuw. Zijn oeuvre omvat vooral landschappen en stadsgezichten.

## Biografie
Van Drielenburg kwam uit een vooraanstaand geslacht. Hij was de zoon van de domheer Vincent Anthonissoon van Drielenburg en Catharina Jheroensdr Gerritssen. Willem trouwde in 1658 met Anna van Merkerck.
In 1645 werd hij leerling van Abraham Bloemaert. Naast zijn artistieke werkzaamheden nam hij ook deel aan militaire acties; in 1653 was hij betrokken bij de Slag bij Ter Heijde op het schip Zuthpen. In 1666 werd hij lid van het Sint-Lucasgilde in Utrecht. Van Drielenburg verhuisde in 1669 naar Dordrecht, waar hij tot zijn overlijden in 1677 verbleef. In het 1672 werd Arnold Houbraken zijn leerling. Een andere leerling was Willem Beurs.
- Biografisch Portaal: 07603996
- RKD-Nederlands Instituut voor Kunstgeschiedenis: 24222
- Union List of Artist Names: 500031139
- Virtual International Authority File: 95873540